# Fisklösen (Bollnäs socken, Hälsingland)
Fisklösen är en sjö i Bollnäs kommun i Hälsingland och ingår i Ljusnans huvudavrinningsområde. Sjön har en area på 0,0493 kvadratkilometer och ligger 308,4 meter över havet.

## Delavrinningsområde
Fisklösen ingår i det delavrinningsområde (678585-152010) som SMHI kallar för Mynnar i Blecksjöån. Medelhöjden är 316 meter över havet och ytan är 2,03 kvadratkilometer. Det finns inga avrinningsområden uppströms utan avrinningsområdet är högsta punkten. Vattendraget som avvattnar avrinningsområdet har biflödesordning 5, vilket innebär att vattnet flödar genom totalt 5 vattendrag innan det når havet efter 83 kilometer. Avrinningsområdet består mestadels av skog (87 procent). Avrinningsområdet har 0,05 kvadratkilometer vattenytor vilket ger det en sjöprocent på 2,5 procent.